# Tozeuma cornutum
Tozeuma cornutum är en kräftdjursart som beskrevs av Alphonse Milne-Edwards 1881. Tozeuma cornutum ingår i släktet Tozeuma och familjen Hippolytidae. Inga underarter finns listade i Catalogue of Life.